# 錳鋁榴石
錳鋁榴石（英語：Spessartine）俗稱芬達石是一種島矽酸鹽礦物，屬於石榴石族，化學式為Mn2+
3Al
2(SiO
4)
3。

## 名稱
錳鋁榴石的英文有時被錯誤地寫成spessartite（閃斜煌斑岩，指斜長石和角閃石為主的煌斑岩），其英文名稱來自其標準產地德國巴伐利亞州施佩萨特山（Spessart），而在更早之前普魯士化學家馬丁·克拉普羅特曾用「granatförmiges Braunsteinerz」一詞稱呼來自施佩薩爾特礦山的錳鋁榴石。由於其顏色常呈現芬達汽水般的鮮澄顏色所以又有芬達石（英語：Partschinite）的別稱。

## 特性
錳鋁榴石與鐵鋁榴石形成固溶體系列。該系列在保加利亞克爾賈利州罗多彼山脉Latinka中，有晶型良好的晶體，顏色從深紅色到亮黃橙色不等。錳鋁榴石與其他石榴石一樣，總是與其他礦物混合出現。寶石級的錳鋁榴石往往呈現淺橙色，而鐵鋁榴石則呈現紅色或褐色。

## 成因及产状
錳鋁榴石主要产于偉晶花崗岩和锰矿床中、低度變質的千枚岩中，也形成于一些矽卡岩与接触变质的富锰岩石中，这些岩石与岩浆侵入体相邻或处于区域变质带中，其伴生矿物有石英、蔷薇辉石、钾长石、电气石、锰橄榄石、锰尖晶石、白云母、黄玉、磷灰石、绿柱石、钠长石、方铁锰矿等。產地包括澳大利亞、緬甸、印度、阿富汗、以色列、馬達加斯加、納米比亞、尼日利亞、莫桑比克、坦桑尼亞和美國。
在美國科羅拉多州和緬因州的流紋岩中，可以找到紫紅色錳鋁榴石。而馬達加斯加則產有橙黃色的錳鋁榴石，這樣的錳鋁榴石俗稱「柑橘石榴石」（Mandarin garnet）中文又譯作「曼陀鈴石榴石」。在馬達加斯加，錳鋁榴石開採於基岩或沖積層中。當地的錳鋁榴石之所以呈現橙色的原因是由於該礦物晶體出自含鈉高的偉晶岩。基岩中的錳鋁榴石主要發現於馬達加斯加安齊拉貝二區的薩哈塔尼山谷（Sahatany Valley）高地；沖積層錳鋁榴石通常發現於馬達加斯加南部或馬埃瓦塔納納地區。